# Peter Checkland
Peter Checkland (Birmingham, Reino Unido; 18 de diciembre de 1930) es un científico de administración británico y profesor emérito de sistemas en la Universidad de Lancaster. Es el desarrollador de la Metodología de Sistemas Suaves (SSM por sus siglas en inglés): una metodología basada en el pensamiento sistémico.

## Biografía
Checkland asistió a la Escuela de Gramática de George Dixon, y en 1954 recibió un grado en química en la Universidad de St John, Oxford, donde se graduó con honores.
Trabajó en la industria por 15 años como director en ICI, una empresa británica de sustancias químicas. Al final de los años 60, se vinculó al departamento de Ingeniería de Sistemas en la Universidad de Lancaster como profesor de Sistemas. En Lancaster dirigió un programa de investigación-acción. Este equipo de investigación desarrolló una manera nueva de abordar situaciones problema que deben asumir los directores de las organizaciones — la Metodología de Sistemas Suaves. La SSM es ahora utilizada y enseñada en todo el mundo. Desde la década de los 90 es Profesor Emérito de Sistemas en la Escuela de Administración de la Universidad de Lancaster. 
Peter Checkland trabajó en el comité editorial de revistas como la European Journal of Information Systems Archivado el 15 de julio de 2019 en Wayback Machine. ; la Revista Internacional de Gestión de la Información; la Revista Internacional de Sistemas Generales;  y la revista Systems Research. 
En 1986, Peter Checkland fue presidente de la Society for General Systems Research, ahora International Society for the Systems Sciences. En mayo de 1996 se le otorgó un título honorífico de la Open University como Doctor de la Universidad. En 2004 fue galardonado con un doctorado honorario por la Universidad de Economía de Praga . En 2007, fue galardonado con la Medalla Beale por la Sociedad de Investigación de Operaciones, en reconocimiento a su contribución sostenida y significativa a la filosofía, la teoría y la práctica de la investigación operativa.  En 2008 recibió el Premio Pioneer INCOSE . 
- Brian Wilson
- Imágenes enriquecidas

## Publicaciones
Checkland escribió cuatro libros sobre Metodología de Sistemas Suaves y varios artículos: 
- 1981, Pensamiento de Sistemas, Práctica de Sistemas, Wiley [rev 1990 ed]
- 1990, Metodología de Sistemas Suaves en acción, Wiley (con Jim Scholes) [rev 1999 ed]
- 1998, Información, Sistemas y Sistemas de Información, Wiley (con Sue Holwell)
- 2006, Aprendiendo Para la Acción: Cuenta Definitiva para la Metodología de Sistemas Suaves, y su uso por Practicantes, Profesores y Estudiantes, Wiley (con John Poulter)